# Fidena aurulenta
Fidena aurulenta är en tvåvingeart som beskrevs av Gorayeb 1986. Fidena aurulenta ingår i släktet Fidena och familjen bromsar. Inga underarter finns listade i Catalogue of Life.